# 宝鏡院
宝鏡院（ほうきょういん）は、静岡県三島市川原ヶ谷にある臨済宗建長寺派の寺院。山号は地福山（ちふくざん）。本尊は薬師如来立像。
室町幕府2代将軍足利義詮と初代堀越公方足利政知の墓がある。

## 歴史
（出典:）
足利尊氏の三男で2代征夷大将軍の足利義詮（幼名千寿丸）が建立し、建長寺開山・大覚禅師の弟子で建長寺第4世の普覚禅師が開祖となった。当時の参門は建長寺裏門を移築したもので、甚五郎の作と言い伝えられている。
足利義詮は貞治6年（1367年）12月7日、38歳で没した。法名は宝鏡院殿從一位左大臣道権瑞山大居士。
足利義政の弟・政知は、延徳3年（1491年）4月3日、伊豆にて57歳で病没し、宝鏡院墓地に埋葬された。法名は勝憧院殿從三位左武衛九山大居士。

## 境内
- 本尊薬師如来 - 運慶の作と言う。
- 鞍掛の石 - 東海道参道入り口両側にあり、将軍が参拝の折に下馬し、鞍を置いた石と言う。
- 笠置の石 - 三島七ッ石。源頼朝公参拝の折、笠を置いた石と言う。

## 所在地・アクセス
静岡県三島市川原ケ谷２
- JR三島駅より徒歩30分。
- 川原ヶ谷バス停より徒歩3分。

座標: 北緯35度7分15.8秒 東経138度55分36.8秒 / 北緯35.121056度 東経138.926889度